# Schären

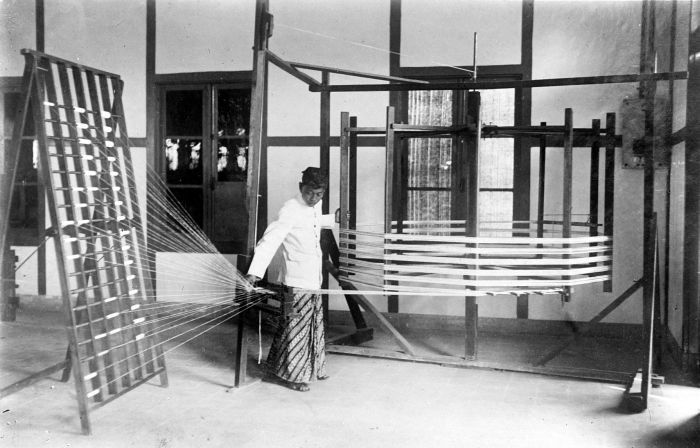
Schären von Hand an einem senkrechten Schärrahmen

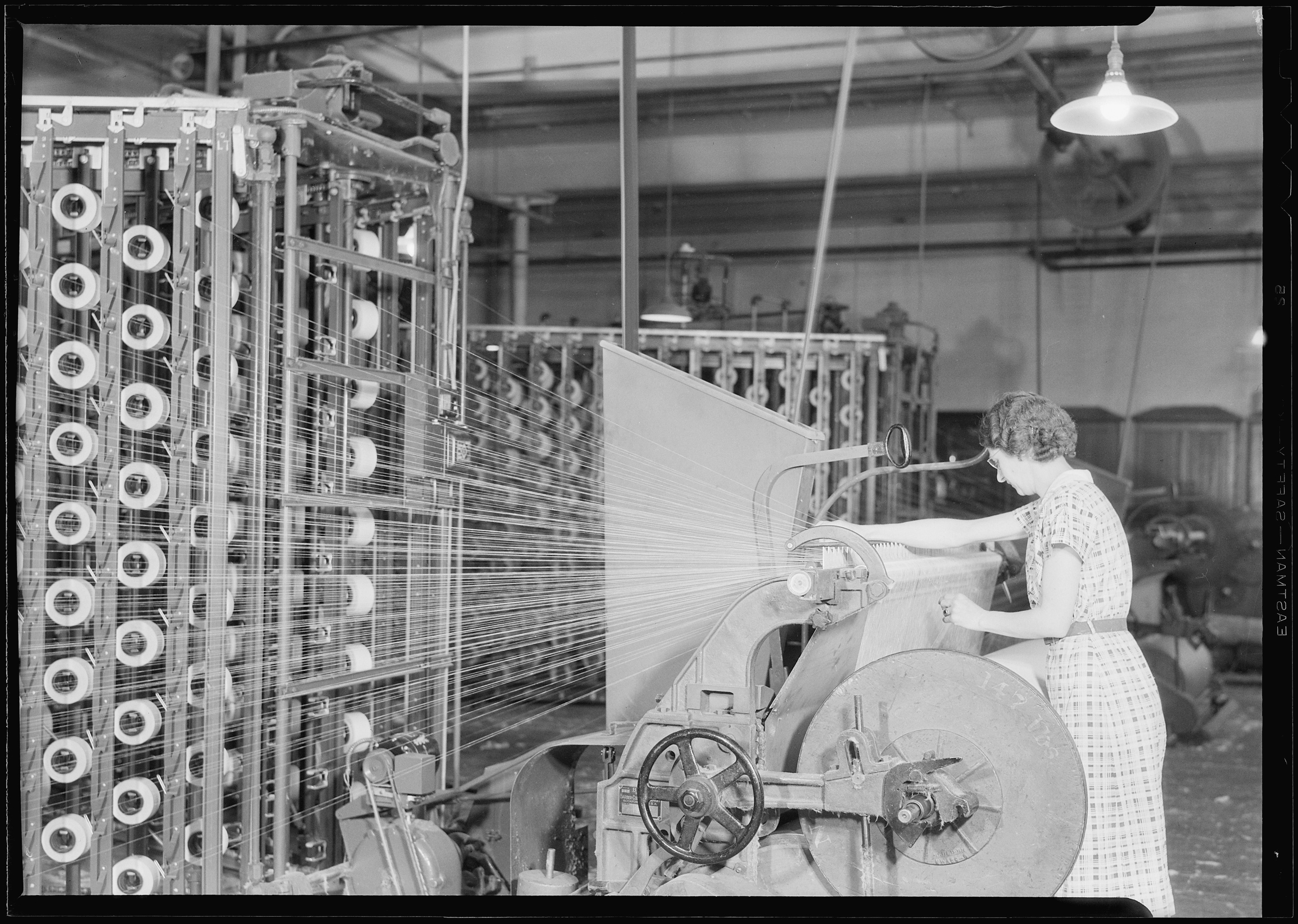
Schären mit 345 Fäden (etwa 1941)

Konus-Schärmaschine (etwa 1941)

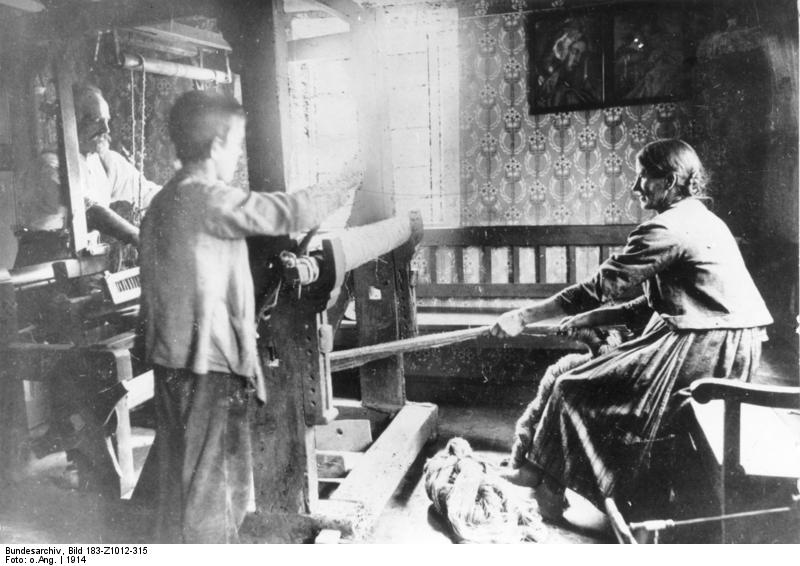
Bäumen am Handwebstuhl, d. h. Aufbringen der fertig geschärten Kette

Das Schären ist ein vorbereitender Arbeitsgang in der Weberei, Kettenwirkerei  und bei der Herstellung von Nähgewirken. Als Schären bezeichnet man das parallele Aufwickeln von Fäden in Fadendichte der Kette in der Regel mit Abzug von einem Spulengatter. Die Kette ist dabei die Gesamtzahl der Fäden auf einem Kettbaum. Das dabei entstehende Schärband, das aus einigen Hundert parallel liegenden Kettgarnen besteht, wird auf eine konische Schärtrommel aufgewickelt. Üblicherweise werden nacheinander 15 – 17 solcher Schärbänder mit bspw. je 600 Fäden nebeneinander gewickelt. Anschließend werden alle Bänder gleichzeitig auf einen Kettbaum umgewickelt. Diesen Arbeitsgang bezeichnet man als Bäumen. Das Schären wird in der Regel bei der Herstellung modischer und bunter Webware angewendet, die mit Farbstreifen und/oder mit einem sich wiederholenden Muster versehen sein soll (z. B. Tartan). Als Arbeitsmittel dienen dazu Schärmaschinen.

## Prozessbeschreibung
Die zur Verarbeitung kommenden Kettfäden werden in dem vorgelagerten Arbeitsgang Spulen auf Kreuzspulen gewickelt, die auf das Spulengatter (Schärgatter), das ein feststehendes oder fahrbares Gestell ist, aufgesteckt werden.
Das Kettgarn wird vom Schärgatter in der erforderlichen Länge abgezogen (abgelängt). Das Schären verläuft bänderweise, wobei die Anzahl der Bänder oder Gänge von der maximal aufsteckbaren Spulenzahl und endgültigen Kettfadenzahl abhängig ist und alle Bänder die gleiche Fadenlänge, aber nicht immer die gleiche Fadenanzahl haben.
In der handwerklichen Weberei wird zum Ablängen der Kettfäden ein haspelähnlicher, oft auch senkrecht stehender Schärbaum oder Schärrahmen (auch Scherrahmen) verwendet. In der Seidenweberei wurde der Schärrahmen auch als Scheermühle bezeichnet.
In der Textilindustrie wird entweder auf einzelne Walzen (Teilkettbäume) geschärt oder auf eine in der Maschine verbaute konische Schärtrommel. Mit Letzterer ist es möglich, komplizierte Musterungen in das Gewebe zu bringen, da man jedes Band mit einem unterschiedlichen Farbrapport (Farbfolgen) aufstecken kann. Auch eignet sich das Schären mit der Schärtrommel eher für kürzere Partien, da der Weiterbearbeitungsaufwand beim Arbeiten mit Teilkettbäumen vergleichsweise hoch ist.
Wenn die vorgegebene Anzahl Bänder auf die Schärtrommel aufgeschärt ist, wird an derselben Maschine die Fadenschar von der Schärtrommel auf den sogenannten Kettbaum eines Webstuhls umgebäumt umgewickelt.
Nach diesem Schritt ist die Kette für die Weiterbearbeitung bereit. In manchen Fällen kommt die geschärte Kette in die Schlichterei, wo die Kettfäden zum Schutz vor Scheuerung und zu ihrer Verfestigung mit Schlichte überzogen werden. Dies erfolgt eher seltener und vor allem nur dann, wenn es wirklich benötigt wird, da es deutlich aufwändiger ist, eine geschärte Kette im Vergleich zu einer gezettelten Kette zu schlichten. Daher werden in der Schärerei meistens Garne verwendet, bei denen je nach Beschaffenheit und/oder Rohstoff ganz auf die Beschlichtung verzichtet werden kann, z. B. Zwirne oder Filamente ab einer bestimmten Feinheit.

## Beispielberechnung
Soll eine Ware von 80 Meter Länge und 150 Zentimeter Breite in einer Kettdichte von 40 Fäden pro Zentimeter hergestellt werden, benötigt man zum Weben 40 × 150=6000 Kettfäden von je 80 Meter Länge. Beträgt der Umfang eines Schärrahmens 5 Meter und können 100 Spulen auf das Spulengestell aufgesteckt werden, müssen jeweils 100 Fäden 16-mal um den Schärrahmen gewunden werden (80 Meter/5 Meter = 16). Dieser Vorgang muss 60-mal wiederholt werden, um die vollständige Kette herzustellen (100 × 60 = 6000).